# Gedling (district)
Gedling est un district non métropolitain du Nottinghamshire, en Angleterre. Sa population est de 113 543 habitants (2011).

## Composition
Le district est composé des paroisses civiles suivantes:
- Bestwood Village
- Burton Joyce
- Calverton
- Colwick
- Lambley
- Linby
- Newstead
- Papplewick
- Ravenshead
- St Albans
- Stoke Bardolph
- Woodborough